# Nova Olinda (Ceará)
Pour les articles homonymes, voir Nova Olinda.
Nova Olinda est une municipalité brésilienne de l’État du Ceará. En 2010, elle compte 14 586 habitants.

## Source
- (pt) Cet article est partiellement ou en totalité issu de l’article de Wikipédia en portugais intitulé « Nova Olinda (Ceará) » (voir la liste des auteurs).